# Lycoderes hippocampus
Lycoderes hippocampus är en insektsart som beskrevs av Fabricius. Lycoderes hippocampus ingår i släktet Lycoderes och familjen hornstritar. Inga underarter finns listade i Catalogue of Life.